# No Logo
No Logo: Märkena, marknaden, motståndet (engelsk originaltitel: No Logo: Taking Aim at the Brand Bullies) är en samhällskritisk facklitterär bok skriven av Naomi Klein. Den utkom i december 1999. Boken beskriver reklam och varumärken och deras påverkan på människor. I Sverige gavs boken ut år 2001 av Ordfront.

## Utmärkelser
- 2001 – National Business Book Award[3]
- 2001 – Prix Médiations[4]

### Fotnoter
1. ↑  ”No Logo by Naomi Klein”. RandomHouse.ca. Arkiverad från originalet den 2 oktober 2007. https://web.archive.org/web/20071002222042/http://www.randomhouse.ca/catalog/display.pperl?isbn=9780676971309. Läst 2 februari 2012.
2. ↑  ”No Logo: Taking Aim at the Brand Bullies”. Amazon. http://www.amazon.com/No-Logo-Taking-Brand-Bullies/dp/0312271921. Läst 2 februari 2012.
3. ↑  ”No Logo: Taking Aim at the Brand Bullies” (på engelska). nbbaward.com. http://www.nbbaward.com/?page_id=260.
4. ↑  ”Les lauréats” (på franska). Le Sénat. Arkiverad från originalet den 24 december 2013. https://web.archive.org/web/20131224105205/http://www.senat.fr/evenement/prixmediation.html. Läst 17 oktober 2012.